# Journal of Clinical Microbiology
Journal of Clinical Microbiology — рецензируемый научный журнал, выходящий на английском языке в США и охватывающий проблемы инфекционных болезней и микробиологии. Издается с 1975 года.
Согласно Journal Citation Reports, в 2011 году импакт фактор 4.153.

## Индексация
Journal of Clinical Microbiology индексируется в:
- AGRICOLA[англ.]
- Biotechnology Citation Index
- CAB Abstracts
- Cambridge Scientific Abstracts
- Chemical Abstracts Service
- Current Contents - Life Sciences
- EMBASE
- Food Science and Technology Abstracts
- Illustrata
- MEDLINE
- Science Citation Index Expanded
- Summon